# Natalja Andrejewna Gerbulowa
Natalja Andrejewna Gerbulowa (russisch Наталья Андреевна Гербулова, englisch Natalia Gerbulova; * 17. Oktober 1995 in Perm) ist eine russische Biathletin. Sie war besonders auf Juniorenebene erfolgreich und ist dreifache Siegerin im IBU-Cup.

## Sportliche Laufbahn
Natalja Gerbulowas erste internationale Auftritte erfolgten bei den Olympischen Jugendspielen 2012, wo sie im Sprint den fünften Platz erreichte. Auch nahm sie im Folgejahr am Olympischen Jugendfestival teil, erneut ging es im Sprint unter die besten Zehn. Erst bei den Junioreneuropameisterschaften 2015 trat sie wieder in Erscheinung und verpasste als Vierte des Sprints eine Medaille nur knapp. Eine solche gewann sie zusammen mit Wiktorija Sliwko und Uljana Kaischewa im Staffelrennen der Jugend-WM und mit Kristina Reszowa, Nikita Porschnew und Kirill Strelzow bei der Sommerbiathlon-Juniorenweltmeisterschaft. Im Folgejahr nahm sie an zwei Rennen im IBU-Junior-Cup teil und sicherte sich im Rahmen der Sommerbiathlon-Junioren-WM im Verfolger ihren ersten internationalen Titel.
Nach zwei Jahren ohne Einsatz war Gerbulowa im Winter 2018/19 erstmals Teil des IBU-Cup-Teams. In Obertilliach lief sie dabei mit einem Rückstand von vier Zehntelsekunden auf die siegreiche Nadia Moser erstmals aufs Podest, in Duszniki-Zdrój kürte sie sich in beiden Sprintrennen, teils überlegen, zur Siegerin. Zudem startete sie bei der Winteruniversiade und gewann im Einzel die Goldmedaille. Die Folgesaison verlief hingegen weniger erfolgreich, insgesamt erzielte Gerbulowa drei Top-10-Plätze im IBU-Cup. Im Januar 2021 gab die Russin in Oberhof ihr Debüt im Weltcup, wurde nach drei Schießfehlern aber nur 87. des Sprints. Im Verlauf des Winters siegte sie mit der Staffel in Osrblie ein weiteres Mal im IBU-Cup, bei den Europameisterschaften sprang als bestes Ergebnis Rang 8 im Einzel heraus. Auch die Saison 2021/22 verlief mit Höhen und Tiefen, insgesamt erzielte Gerbulowa fünf Platzierungen unter den besten Zehn. Darunter fiel auch ein Podestplatz sowie die Bronzemedaille im Einzelbewerb bei den Europameisterschaften 2022 am Arber. Im Winter 2022/23 startete sie aufgrund des Ausschlusses der russischen Athleten im neu geschaffenen Commonwealth Cup, gewann bei der Etappe in Minsk sowohl Sprint als auch Verfolgung und beendete die Saison auf Rang sechs der Rangliste, nachdem sie diese zeitweise sogar angeführt hatte.
Gerbulowa wurde 2018 russische Meisterin mit der Single-Mixed-Staffel und der Patrouille. 2019 siegte sie zudem im Einzel, ein Jahr darauf erneut mit der Patrouille.

## Statistiken

### Weltcupplatzierungen
Die Tabelle zeigt alle Platzierungen (je nach Austragungsjahr einschließlich Olympische Spiele und Weltmeisterschaften).
- 1.–3. Platz: Anzahl der Podiumsplatzierungen
- Top 10: Anzahl der Platzierungen unter den ersten zehn (einschließlich Podium)
- Punkteränge: Anzahl der Platzierungen innerhalb der Punkteränge (einschließlich Podium und Top 10)
- Starts: Anzahl gelaufener Rennen in der jeweiligen Disziplin
- Staffel: inklusive Mixed- und Single-Mixed-Staffeln

| Platzierung               | Einzel | Sprint | Verfolgung | Massenstart | Staffel | Gesamt |
| ------------------------- | ------ | ------ | ---------- | ----------- | ------- | ------ |
| 1. Platz                  |        |        |            |             |         |        |
| 2. Platz                  |        |        |            |             |         |        |
| 3. Platz                  |        |        |            |             |         |        |
| Top 10                    |        |        |            |             |         |        |
| Punkteränge               |        |        |            |             |         |        |
| Starts                    |        | 1      |            |             |         | 1      |
| Stand: Saisonende 2021/22 |        |        |            |             |         |        |

### Juniorenweltmeisterschaften
Ergebnisse bei den Juniorenweltmeisterschaften:
| Weltmeisterschaften | Weltmeisterschaften | Einzel | Sprint | Verfolgung | Staffel |
| Jahr                | Ort                 | Einzel | Sprint | Verfolgung | Staffel |
| ------------------- | ------------------- | ------ | ------ | ---------- | ------- |
| 2015                | Minsk               | –      | 30.    | 18.        | 2.      |

### IBU-Cup-Siege
| Nr. | Datum         | Ort            | Disziplin |
| --- | ------------- | -------------- | --------- |
| 1.  | 12. Jan. 2019 | Duszniki-Zdrój | Sprint    |
| 2.  | 13. Jan. 2019 | Duszniki-Zdrój | Sprint    |
| 3.  | 18. Feb. 2021 | Osrblie        | Staffel 1 |